# La boca del lobo
La boca del lobo és una pel·lícula peruana de 1988, dirigida per Francisco José Lombardi. La pel·lícula es basa en la massacre de Socos, fets reals succeïts entre els anys 1980 i 1983, durant l'època del terrorisme al Perú. Va ser preseleccionada als Premis Oscar de 1988 en la categoria de Millor pel·lícula estrangera (de parla no anglesa), encara que finalment no va competir.

## Argument
Un destacament militar arriba a Chuspi, un desolat poble ayacuchano. El soldat Vitín Luna (Toño Vega) i els seus companys han d'enfrontar-se al grup terrorista Sendero Luminoso, un exèrcit invisible que assola la zona i que sembla superior a les seves forces.
Després de l'assassinat del seu comandant, arriba l'estricte tinent Iván Roca (Gustavo Bueno). Vitín veu en Roca el seu mentor; no obstant això, l'oficial posseeix un fosc passat que el portarà a utilitzar mètodes brutals en la lluita antisubversiva. La situació és cada vegada més preocupant per a la guarnició, a causa de la falta de col·laboració de la població i dels atacs terroristes que sofreixen.
Una nit, durant una celebració al poble, dos soldats són atacats, la qual cosa desencadenarà una brutal repressió contra el poble que havien de defensar.

## Producció

### Rodatge
Degut al tema principal de la pel·lícula, es va haver de rodar en el més profund hermetisme. Va ser filmada durant vuit setmanes al districte d'Estique, pertanyent a la província de Tarata al Tacna; el lloc va ser triat per la seva llunyania d’Ayacucho, província en estat d'excepció. Va comptar amb el suport de l'Exèrcit i la Força Aèria del Perú. El guió va ser escrit per Augusto Cabada, Giovanna Pollarolo i Gerardo Herrero. La producció va comptar amb l'assessorament de Carlos Iván Degregori i Gustavo Gorriti com a especialistes en terrorisme.

## Estrena
Al Perú es va estrenar el 8 de desembre de 1988 durant el govern de Alan García. La pel·lícula va ser molt polèmica, pel fet que encara estava latent l'accionar terrorista de Sendero Luminoso. El Ministeri de l'Interior, juntament amb alguns comandaments de l'exèrcit peruà, van considerar aquesta pel·lícula com a mala publicitat a les Forces Armades del Perú que es trobaven lluitant contra els subversius, encara que la pel·lícula va estar basada en successos reals. Malgrat això, va ser estrenada gràcies al reconeixement de la crítica internacional. Després de l'estrena van existir pressions des de les institucions castrenses i la dreta política perquè fos censurada.
En Espanya va ser estrenada en el Festival Internacional de Cinema de Sant Sebastià de 1988, i comercialment al gener de 1989. En França va ser estrenada el 25 de gener de 1989. En Alemanya la pel·lícula es va emetre per primera vegada el 5 de juliol de 1992 a ZDF.

## Repartiment
- Gustavo Bueno com a Tinent Iván Roca.[15]
- Toño Vega com a Vitín Luna.[7]
- José Tejada com a Kike Gallardo.
- Gilberto Torres com a Sergent Moncada.
- Bertha Pagaza com a Julia.
- Ántero Sánchez com a Teniente Basulto.
- Aristóteles Picho com a Chong, el Chino.
- Fernando Vásquez com a Bacigalupo.
- Luis Saavedra com a Escalante.
- Lucio Yabar com a Quispe.
- Walter Florián com a Polanco.
- Dionisio Tovar com a Rogello.
- Luis Otoya com a Mayor.
- Germán Guevara com a camperol.
- Luiz Trielli com a Losano.
- Carlos Herrera com a Martínez.
- Jorge Quiñe com a Perico.

## Premis, nominacions i festivals
| Any  | Lloc                                                             | País         | Categoria                                                       | Resultat    | Notes         |
| ---- | ---------------------------------------------------------------- | ------------ | --------------------------------------------------------------- | ----------- | ------------- |
| 1988 | Festival de Sant Sebastià                                        | Espanya      | Premi del Jurat                                                 | Guanyador   | [ 16 ]        |
| 1988 | Festival Internacional del Nou Cinema Llatinoamericà de l'Havana | Cuba         | 2n.Premi Coral.                                                 | Guanyador   | [ 14 ] [ 17 ] |
| 1988 | Festival Internacional del Nou Cinema Llatinoamericà de l'Havana | Cuba         | Premi de l'Organització Catòlica Internacional de Cinema (OCIC) | Guanyador   | [ 14 ] [ 17 ] |
| 1988 | Festival Internacional del Nou Cinema Llatinoamericà de l'Havana | Cuba         | Premio Glauber Rocha – Premsa Llatina                           | Guanyador   | [ 14 ] [ 17 ] |
| 1988 | Festival Internacional del Nou Cinema Llatinoamericà de l'Havana | Cuba         | Premi del Tabloide Cultural "El Caimán Barbudo"                 | Guanyador   | [ 14 ] [ 17 ] |
| 1988 | Festival Internacional del Nou Cinema Llatinoamericà de l'Havana | Cuba         | Premi "Roque Dalton" de l’Emissora Radio Habana Cuba            | Guanyador   | [ 14 ] [ 17 ] |
| 1988 | Festival Internacional del Nou Cinema Llatinoamericà de l'Havana | Cuba         | Premi "La Giraldilla", del Poder Popular de Ciutat de L’Havana  | Guanyador   | [ 14 ] [ 17 ] |
| 1988 | Festival dels Tres Continents                                    | França       | Montgolfière d'or                                               | Nominat     | [ 18 ]        |
| 1988 | Premis Oscar                                                     | Estats Units | Millor pel·lícula de parla no anglesa                           | Prenominada | [ 6 ]         |
| 1989 | 39è Festival Internacional de Cinema de Berlín                   | Alemanya     | -                                                               | Inclosa     | [ 19 ]        |
| 1989 | Festival Internacional de Cinema de Cartagena de Indias          | Colòmbia     | Millor Pel·lícula                                               | Guanyador   | [ 17 ]        |
| 1989 | Festival Internacional de Cinema de Cartagena de Indias          | Colòmbia     | Millor Director                                                 | Guanyador   | [ 19 ]        |
| 1989 | Festival Internacional de Cinema de Cartagena de Indias          | Colòmbia     | Millor Guió                                                     | Guanyador   | [ 19 ]        |
| 1989 | Festival de Cinema de Londres                                    | Regne Unit   | -                                                               | Inclosa     | [ 19 ]        |

## Entrevista
EEn 1988, el director de la pel·lícula va ser entrevistat per al mitjà Imprès La Tortuga. El diàleg va girar entorn de l'estrena de la pel·lícula La boca del lobo.